# Ion Luchian
Ion Luchian (n. 18 ianuarie 1951, Orțăști, județul Neamț, România) este un politician român, fost membru al Camerei Deputaților între 2000 și 2008 și senator în legislatura 2012-2016. Ion Luchian este unul dintre cei mai respectați medici urologi prahoveni, activând la Spitalul Boldescu din Ploiești -  Prahova, precum și unul dintre cei mai vechi membri ai organizației locale a PNL. În mandatul de senator început în 2012, a deținut funcția de președintele Comisiei de Sănătate Publică.
În cadrul activității sale parlamentare, Ion Luchian a fost membru în următoarele gupuri parlamentare de prietenie:
- în legislatura 2000-2004: Regatul Maroc, Japonia, Republica Turcia;
- în legislatura 2004-2008: Republica Arabă Egipt, Japonia;
- în legislatura 2012-2016: Regatul Unit al Marii Britanii și Irlandei de Nord, Regatul Suediei, Republica Malta.